# Shawnee (condado de Hamilton)
Shawnee es un lugar designado por el censo ubicado en el condado de Hamilton en el estado estadounidense de Ohio. En el Censo de 2010 tenía una población de 724 habitantes y una densidad poblacional de 40,23 personas por km².

## Geografía
Shawnee se encuentra ubicado en las coordenadas 39°8′23″N 84°46′40″O / 39.13972, -84.77778. Según la Oficina del Censo de los Estados Unidos, Shawnee tiene una superficie total de 18 km², de la cual 16.62 km² corresponden a tierra firme y (7.63%) 1.37 km² es agua.

## Demografía
Según el censo de 2010, había 724 personas residiendo en Shawnee. La densidad de población era de 40,23 hab./km². De los 724 habitantes, Shawnee estaba compuesto por el 96.82% blancos, el 0.41% eran afroamericanos, el 0.69% eran amerindios, el 0% eran asiáticos, el 0% eran isleños del Pacífico, el 0.14% eran de otras razas y el 1.93% pertenecían a dos o más razas. Del total de la población el 0.55% eran hispanos o latinos de cualquier raza.